# Chiesa della Confraternita della Misericordia
La chiesa della Confraternita della Misericordia o chiesa di San Sebastiano si trova a Montevarchi in via Cennano.  è ad aula unica voltata e presenta una graziosa decorazione rococò in stucchi dorati.
La chiesa, attualmente in uso alla Confraternita di Misericordia di Montevarchi, ebbe la sua origine come chiesa del monastero delle suore agostiniane di clausura, il Monastero di Santa Maria del Latte. Edificata nel 1567 ricavandola in un tratto delle mura cittadine, fu consacrata dal vescovo di Fiesole Francesco Cattani da Diacceto nel 1573. Nella piccola chiesa originaria un alto muro nel quale era l'altare divideva lo spazio in quello anteriore riservato ai fedeli e l'altro riservato alle monache, dove era il coretto che occupava la base di un'antica torre delle mura castellane, la torre di Marchionne. 
La chiesa rimase di proprietà delle agostiniane fino alla soppressione del loro monastero avvenuta nel 1813 ad opera dell'amministrazione napoleonica. A seguito di essa l'amministrazione incamerò anche tutti i loro beni, la chiesa fu privata dei suoi arredi e sarebbe stata chiusa se la curia fiesolana non vi avesse nominato un rettore nella persona del proposto della collegiata di Montevarchi. Questi, aiutato dalle due compagnie religiose già istituite in questa chiesa, la Congregazione di Sant'Antonio da Padova e la Congregazione del Sacro Cuore di Gesù, poté assicurare alla chiesa - sia pure saltuariamente - una ufficiatura religiosa. Di fatto tuttavia rimase quasi abbandonata, tanto che la curia pensava di sconsacrarla. 
Fortunatamente un'altra confraternita, quella della Misericordia, riuscì ad averla in uso nel 1846 al momento della sua costituzione, ma si resero necessari riparazioni e restauri. Per onorare il suo protettore san Sebastiano, la Confraternita pose dietro all'altare una tela centinata raffigurante la Deposizione di san Sebastiano. Un grande quadro raffigurante il santo che, dopo subito dopo il martirio delle frecce, viene assistito da pii nobili romani che fu eseguito nel 1868 dal montevarchino Giuseppe Marrubini insegnante nella scuola di belle arti a Firenze.

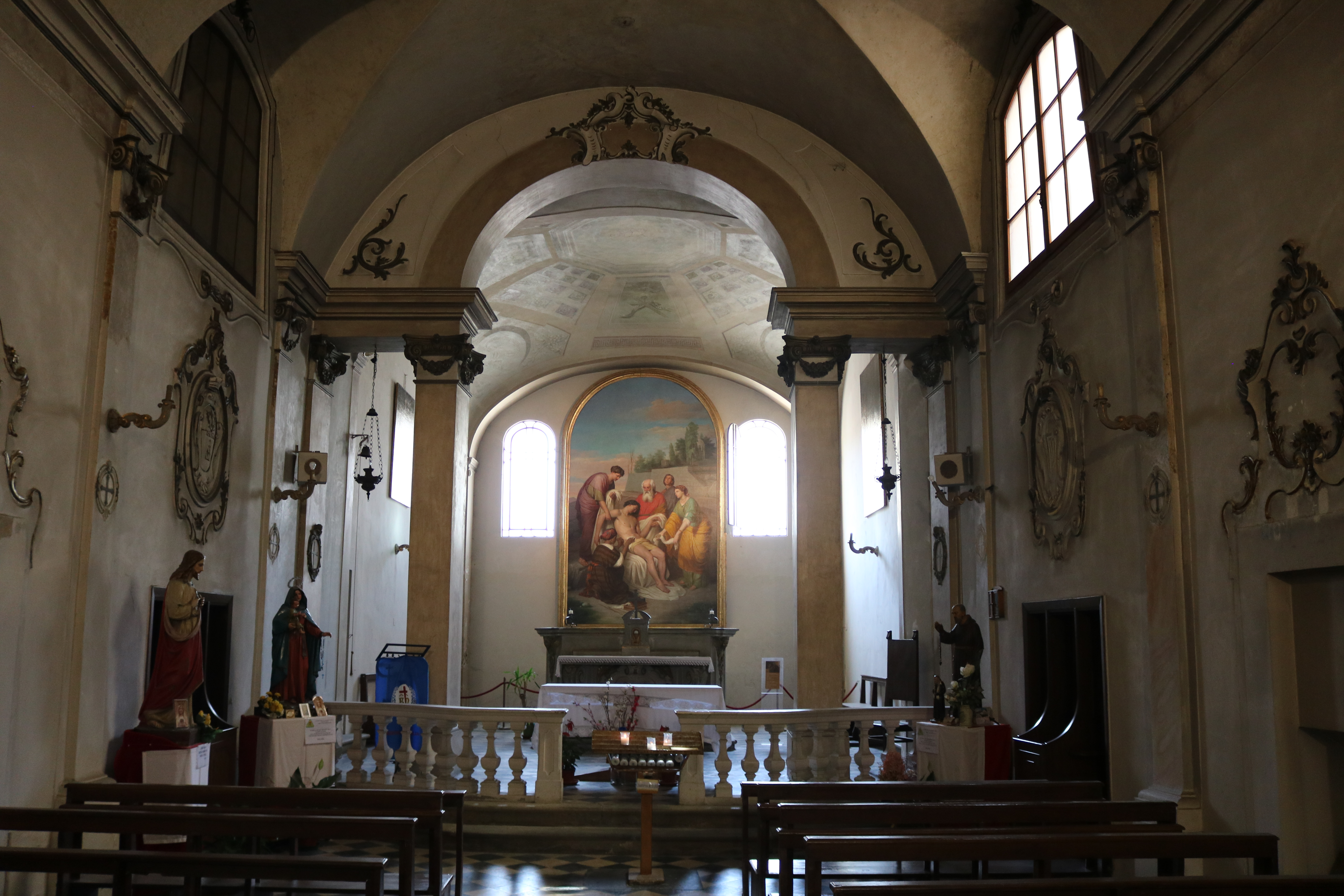
Interno della chiesa

Altri lavori furono eseguiti nel 1937 con l'abbattimento dell'antico divisorio tra chiesa e coro, sostituito dalle tre arcate che sovrastano l'altare, la chiusura delle nicchie laterali (oggi riaperte) con due bassorilievi in gesso raffiguranti il Battesimo di Gesù, e Maria in Trono dello scultore Giovanni Bianchi. Nel 1960 la chiesa fu nuovamente ristrutturata ampliando il coro, costruendo una balaustra artistica al limite del presbiterio, e rifacendo la facciata con l'apposizione sulla finestra centrale di una vetrata di Ascanio Pasquini raffigurante la Madonna della Misericordia. L'ultimo restauro risale alla fine degli anni ottanta.